# La chica del gato (pel·lícula de 1943)
La chica del gato és una pel·lícula espanyola de comèdia dirigida per Ramon Quadreny i Orellana, estrenada el 16 de desembre de 1943, basada en la obra de teatre homònima de Carlos Arniches. Existeixen dues altres versions cinematogràfiques, estrenades, respectivament en 1927 i 1964.

## Argument
L'atzarosa vida de Guadalupe (Josita Hernán), una jove òrfena que es veu obligada a delinquir forçada per la seva família d'acolliment. Farta de la situació, decideix escapar amb el seu gat i el seu canari i entra a robar a casa d'una família acomodada, però se'n penedeix. Tot i que és denunciada pel majordom Paco, la filla dels amos, Nena, s'apiada d'ella i decideix acollir-la. Arriba a intimar amb Nena i descobreix que el seu promès, Don Sigmundo, és un farsant.

## Repartiment
- Josita Hernán - Guadalupe
- Juan Espantaleón Torres - Don Sigmundo
- Fernando Fernán Gómez - Paco
- Pilar Guerrero - Nena
- Matilde Muñoz Sampedro
- Fuensanta Lorente - Doña Chuncha
- Luis Pérez de León - Eulalio